# Alloscirtetica gayi
Alloscirtetica gayi är en biart som först beskrevs av Maximilian Spinola 1851.  Alloscirtetica gayi ingår i släktet Alloscirtetica och familjen långtungebin. Inga underarter finns listade i Catalogue of Life.